# Associazione Sportiva Cynthia Genzano 1974-1975
Questa voce raccoglie le informazioni riguardanti l'Associazione Sportiva Cynthia Genzano nelle competizioni ufficiali della stagione 1974-1975.

## Rosa
| N. |                   | Ruolo | Calciatore           |
| -- | ----------------- | ----- | -------------------- |
|    | Italia (bandiera) | C     | Giampiero Alivernini |
|    | Italia (bandiera) |       | Andreoni             |
|    | Italia (bandiera) | D     | Vittorio Bagnaschi   |
|    | Italia (bandiera) | D     | Paolo Bastianelli    |
|    | Italia (bandiera) | D     | Roberto Bergami      |
|    | Italia (bandiera) |       | Bernardi             |
|    | Italia (bandiera) | A     | Ubaldo Biagetti      |
|    | Italia (bandiera) | C     | Gianfranco Boi       |
|    | Italia (bandiera) | D     | Gianni Bongianni     |
|    | Italia (bandiera) | A     | Gabrio Bracchini     |
|    | Italia (bandiera) | D     | Maurizio Di Fruscia  |
|    | Italia (bandiera) |       | Ferretti             |
|    | Italia (bandiera) |       | Fistolera            |
|    | Italia (bandiera) | C     | Martino Lagronico    |

| N. |                   | Ruolo | Calciatore                  |
| -- | ----------------- | ----- | --------------------------- |
|    | Italia (bandiera) | C     | Armando Lorenzon            |
|    | Italia (bandiera) | C     | Angelo Maria Manzi          |
|    | Italia (bandiera) |       | Mariani                     |
|    | Italia (bandiera) | A     | Alessandro Mastruzzi        |
|    | Italia (bandiera) | C     | Giovanni Nicoletti          |
|    | Italia (bandiera) | D     | Giustino Paris              |
|    | Italia (bandiera) | A     | Luigi Pietrosanti           |
|    | Italia (bandiera) | C     | Vincenzo Farinelli Proietti |
|    | Italia (bandiera) | P     | Emilio Salafia              |
|    | Italia (bandiera) | P     | Romolo Santolomazza         |
|    | Italia (bandiera) | A     | Antonio Sellitri            |
|    | Italia (bandiera) | D     | Vito Trobiani               |
|    | Italia (bandiera) | C     | Lorenzo Zauli               |